# Полузатворена задна незакръглена гласна
Полузатворената задна незакръглена гласна е вид гласен звук, използван в някои съвременни езици. Знакът му в Международната фонетична азбука е [ɤ], наричан „овнешки рога“. Не трябва да се бърка със знака за звучната заднонебна проходна съгласна [ɣ], който обозначава съвсем различен звук. Не трябва да се бърка и с коптската буква Ϫ, ϫ (джанджа).

## Особености
- Гласната височина е полузатворена, което означава, че езикът се поставя по средата между произношението на затворените и междинните гласни.
- Гласната е заднопоставена, което означава, че езикът се поставя колкото се може по-назад в устната кухина без да възпрепятстваме въздухопотока, което би превърнало звука в съгласен.
- Гласната е незакръглена, което означава, че устните не се поставят в заоблена позиция.

### Примери
| Език               | Език               | Дума   | Международна фонетична азбука | Значение     | Забележки                         |
| ------------------ | ------------------ | ------ | ----------------------------- | ------------ | --------------------------------- |
| алекано            | алекано            | gamó   | [ɣɑmɤʔ]                       | „краставица“ |                                   |
| китайски           | мандарин           | 喝/hē  | [xɤ˥]                         | „да пия“     | Вж. стандартен мандарин           |
| китайски           | тайванско наречие  | 蚵/ô   | [ɤ˧]                          | „стрида“     | Най-вече в южнотайванските говори |
| естонски           | естонски           | kõrv   | [kɤrv]                        | „ухо“        |                                   |
| ирландски          | ирландски          | Uladh  | [ɤlˠu]                        | „Улстър“     | Вж. ирландската фонология         |
| корейски           | корейски           | 어리다 | [ɤɾida]                       | „млад“       | Вж. корейската фонология          |
| онгски             | онгски             | önge   | [ˈɤŋe]                        | „мъж“        |                                   |
| шотландски келтски | шотландски келтски | doirbh | [d̪̊ɤrʲɤv]                      | „трудно“     |                                   |
| тайски             | тайски             | เธอ    | [tʰɤː]                        | „ти/тя“      |                                   |
| виетнамски         | виетнамски         | tơ     | [tɤ̄]                          | „коприна“    | Вж. виетнамската фонология        |

## Междинната задна незакръглена гласна (Ъ) в българския
Някои езици притежават междинна задна незакръглена гласна, отличаваща се както от полузатворената, така и от полуотворената. Но тъй като нито един език не прави строга разлика между трите гласни, Международната фонетична азбука няма отделен знак за междинната задна незакръглена гласна, като обикновено се употребява [ɤ]. За по-голяма точност, към него се прибавя понижаващият диакритически знак, при което се получава [ɤ̞]. Именно символът [ɤ̞] описва най-точно ударената форма на присъщия български гласен звук ъ.
Звукът ъ обаче е по-преден от този на задните гласни о и у. Това показва и разположението на звука в графиката за български гласни в Наръчника на Международната фонетична асоциация, където ɤ е поставено по-близо до позицията на междинната средна гласна [ə], отколкото до стандартната позиция на [ɤ̞].

### Употреба
| Език                  | Дума | Международна фонетична азбука | Забележки           |
| --------------------- | ---- | ----------------------------- | ------------------- |
| български             | път  | [pɤ̞t]                         | Малко предпоставено |
| на Дриновски правопис | пѫть | [pɤ̞t]                         | Малко предпоставено |

|  | Тази страница частично или изцяло представлява превод на страницата Close-mid back unrounded vowel в Уикипедия на английски. Оригиналният текст, както и този превод, са защитени от Лиценза „Криейтив Комънс – Признание – Споделяне на споделеното“, а за съдържание, създадено преди юни 2009 година – от Лиценза за свободна документация на ГНУ. Прегледайте историята на редакциите на оригиналната страница, както и на преводната страница, за да видите списъка на съавторите. ВАЖНО: Този шаблон се отнася единствено до авторските права върху съдържанието на статията. Добавянето му не отменя изискването да се посочват конкретни източници на твърденията, които да бъдат благонадеждни. |